# 高柳亜弓
高柳 亜弓（たかやなぎ あゆみ、2月15日 - ）は、日本の女性声優。北海道出身。
以前はリマックスに所属していた。

## 出演作品

### アニメ
2008年
- いくぜっ!源さん（男の子、子供B、カップル女）

2014年
- 四月は君の嘘（審査員）

### 劇場版アニメ
- ボクの願い事（ミーコ）

### 朗読CD
- 恐怖怪談オウマガトキ其之八（女優 役）

### 吹き替え
- ヤング・スーパーマン（娼婦）
- MINUTEMENタイムマシン大作戦（ジョスリン）
- チアリーダー・キャンプ（ナタリア、デザイア）
- エスケイプ・フロム・リビングデッド（アナ）
- ブラック・ウィドウ（英語版）（フィン）
- 気分はぐるぐる
- ホーンテッド・ゾーン（レッドローズ）
- ケイティーのロストバージン日記〜18歳のコンプレックス（チェルシー）
- デイ・オブ・デスティニー（ザビーネ）
- JIGSAW タワー・オブ・デス（メラニー〈アナベル・ウォーリス〉）

### ゲーム
- CRG1DREAM〜最強馬決定戦（女性ナレーター）
- AngelLoveOnline（人魚プール）
- 謎惑館 〜音の間に間に〜

### ナレーション
- プチ・ニコラ（劇場トレーラー）
- LEGOFriends
- 株式会社エネルギア・ライフ&アクセス（弟）
- セガトイズアクアリウム
- 熱血BO-SO TV
- パチスロ新台クラブ
- エウレカな瞬間（とき）
- 新東名自動料金システム紹介映像
- トリアスキンDVD
- NHKテキスト電子版
- 東京国際エアカーゴターミナルVP
- 日産VP
- アステラス製薬VP
- 住友生命マイストーリーDVD